# 翡翠台
無綫電視翡翠台（ひすいたい、TVB Jade）は、香港の民放テレビ局無綫電視が放送しているチャンネルの一つ。

## 歴史
地元の広東語による番組を放送するチャンネルとして、主に英語の放送を行う明珠台（TVB Pearl）とともに1967年11月19日に開局した。
自社製作番組のほか、日本や韓国のドラマやアニメ番組を購入して、バイリンガル放送により、主音声で広東語吹き替えを、副音声で元の音声を放送している。香港電台制作の番組も放送されている。
ニュースや一部の番組には、繁体字による字幕が付けられている。夜に放送される天気予報については、翌日の天候が目で見てわかるようにアニメーションで表現されている。
また、コマーシャルのみを放送する番組（宣傳易）も放送されているが、その殆どは、他の時間帯には放送されないコマーシャルである。
2007年12月31日には、ハイビジョン方式の高清翡翠台が放送開始した。番組内容は翡翠台と若干異なる。翡翠台のHD化に伴い2016年2月22日午前3時に、高清翡翠台が放送終了した。なお、高清翡翠台が放送していた帯域は新たにJ5台が同日放送を開始し現在に至っている。